# Supercoppa LNP 2024
La Supercoppa LNP 2024, denominata Supercoppa LNP 2024 Old Wild West per ragioni di sponsorizzazione, è stata la 9ª edizione della Supercoppa LNP.
La competizione ha visto sfidarsi in campo le migliori squadre della stagione LNP 2023/2024, in base ai criteri di qualificazione stabiliti dalla nuova formula della competizione.

## Squadre
Le squadre qualificate alla competizione sono:
| Squadre           | Qualificazione                                                                             | Vittorie precedenti |
| ----------------- | ------------------------------------------------------------------------------------------ | ------------------- |
| Pall. Forlì 2.015 | Vincitrice della Coppa Italia Serie A2 2024                                                | Nessuna             |
| G.M. OrziBasket   | Finalista della Supercoppa LNP 2023 (prende il posto di Trapani Shark promosso in Serie A) | Nessuna             |
| Fortitudo Bologna | Finalista play-off Serie A2 2024 Tabellone Argento                                         | 2 (2016, 2018)      |
| Pall. Cantù       | Finalista play-off Serie A2 2024 Tabellone Oro                                             | Nessuna             |

## Tabellone
La prima semifinale vede affrontarsi la finalista dei play-off oro della Serie A2 contro la finalista della Supercoppa LNP 2023 (in sostituzione della vincitrice promossa in Serie A), la seconda semifinale vede affrontarsi la vincente della Coppa Italia LND di Serie A2 contro la finalista dei play-off argento di Serie A2. 
|  | Semifinali        | Semifinali        | Semifinali        |                   |                 | Finale          | Finale | Finale |  |
|  |                   |                   |                   |                   |                 |                 |        |        |  |
|  | Pall. Cantù       | Pall. Cantù       | 76                |                   |                 |                 |        |        |  |
|  | Pall. Cantù       | Pall. Cantù       | 76                |                   |                 |                 |        |        |  |
|  | G.M. OrziBasket   | G.M. OrziBasket   | 82                |                   |                 |                 |        |        |  |
|  | G.M. OrziBasket   | G.M. OrziBasket   | 82                |                   | G.M. OrziBasket | G.M. OrziBasket | 91     |        |  |
|  |                   |                   |                   |                   | G.M. OrziBasket | G.M. OrziBasket | 91     |        |  |
|  |                   |                   | Fortitudo Bologna | Fortitudo Bologna | 97              |                 |        |        |  |
|  | Fortitudo Bologna | Fortitudo Bologna | Fortitudo Bologna | Fortitudo Bologna | 97              | 85              |        |        |  |
|  | Fortitudo Bologna | Fortitudo Bologna |                   |                   |                 |                 |        |        |  |
|  | Pall. Forlì 2.015 | Pall. Forlì 2.015 | 78                |                   |                 |                 |        |        |  |

## Risultati

### Semifinali
Le final four si sono svolte a Livorno il 21 e il 22 settembre 2024
Gara 1
| Livorno 21 settembre 2024, ore 14:00 Semifinale | Pall. Cantù | 76 – 82 (13-19, 14-14, 26-23, 23-26) | G.M. OrziBasket | Modigliani Forum |

Gara 2
| Livorno 21 settembre 2024, ore 18:30 Semifinale | Fortitudo Bologna | 85 – 78 (18-15, 27-24, 19-12, 21-26) | Basket Forlì 2.015 | Modigliani Forum |

### Finale
| Livorno 22 settembre 2024, ore 20:00 Finale | G.M. OrziBasket | 91 – 97 (23-23, 19-31, 25-25, 19-24) referto | Fortitudo Bologna | Modigliani Forum |